# Sömmerda
Sömmerda (pronunciación en alemán: /Sömmerda/ⓘ) es una ciudad alemana del estado de Turingia. Capital del Distrito de Sömmerda, está ubicada junto al curso del río Unstrut. Su área es de 80.70 km², su población es de 18 973 habitantes y se encuentra a 140 m sobre el nivel del mar.

## Historia
Excavaciones arqueológicas en el área que ahora es Sömmerda, antes Leubingen, han descubierto un lugar donde hallaron restos humanos que datan de alrededor de 2000 a. C. Un entierro de una persona, apodada "el rey de Leubingen" fue enterrado en un montículo de piedra de 20 metros.
Sömmerda fue mencionada por primera vez en los documentos oficiales en 876. Probablemente se convirtió en una ciudad en el año 1350, pero no hay registros existentes del evento. Una puerta de la ciudad, que data de 1395, y seis torres de las murallas de la vieja ciudad se mantienen en pie.
Durante la Guerra de los Treinta AñosSömmerda estaba en el corazón de la actividad militar, y los soldados de ambos lados saquearon la ciudad,  redujeron la población a la mitad .
En 1840, Johann Nikolaus Dreyse inventó el "fusil de aguja" (arma de retrocarga) y una fábrica de armas de fuego fue fundada en la ciudad. En 1919 la empresa Rheinmetall se hizo a cargo del producto, más tarde fue llamada Rheinmetall-Borsig, primero fabricó piezas de automóviles. En 1925 un nuevo y ambicioso director, el ingeniero Fritz FAUDI, se hizo cargo. El sistema de Rheinmetall-FAUDI era un nombre muy conocido, y la ciudad se hizo famosa en toda Alemania.
En abril de 1921, la fábrica volvió a la producción de armas, en contra de la normativa posterior a la guerra que se prohibió la producción de los fusiles. Desde octubre de 1922, la fábrica produce la cantidad total de fusiles permitidos en Alemania por los Aliados y también comenzó a producir el arma MG30 nueva máquina bajo la dirección de Louis Schmeisser.

## Escudo de armas
El escudo de armas de la ciudad es un escudo con el campo dividido horizontalmente; el campo superior tiene un águila de negro con una lengua roja, mirando a la derecha. El campo inferior es de color rojo con una rueda de plata de seis rayos.